# Fédération russe de rugby à XV
La Fédération russe de rugby à XV (officiellement en russe : Федерация регби России, généralement transcrite en anglais : Rugby Union of Russia) est l'instance qui régit l'organisation du rugby à XV en Russie.

## Historique
La Fédération soviétique est fondée en 1936, afin d'encadrer la première édition du championnat national.
Elle disparaît à l'ouverture de la Guerre froide en 1947 alors que la pratique du rugby est bannie sur le territoire de l'URSS, le sport étant jugé trop lié au bloc de l'Ouest. Elle est recréée en 1967,  un an après la reprise des championnats nationaux.
Elle devient en mai 1975 membre de la Fédération internationale de rugby amateur, organisme européen du rugby,, puis en 1990 membre de l'International Rugby Board, organisme international du rugby,.
Après la dissolution de l'Union des républiques socialistes soviétiques, la Fédération russe est fondée en 1992,, succédant ainsi à la Fédération soviétique.
La Rugby Union of Russia est également membre du Comité olympique russe.
Les 28 février et 1er mars 2022, la Fédération russe est suspendue de son statut de membre auprès, respectivement, des instances mondiales et européennes de World Rugby et Rugby Europe, en lien avec les événements récents liés à l'invasion de l'Ukraine par la Russie,.

## Identité visuelle
Le logo de la fédération met en avant un ours. Le 24 janvier 2020, un nouveau logo est présenté.

Évolution du logo
Ancien logo abandonné le 24 janvier 2020.
Logo depuis le 24 janvier 2020.